# Hauteville-Lompnes
Hauteville-Lompnes är en kommun i departementet Ain i regionen Auvergne-Rhône-Alpes i östra Frankrike. Kommunen ligger  i kantonen  Hauteville-Lompnes som ligger i arrondissementet Belley. Kommunens areal är 50,34 km². År 2018 hade Hauteville-Lompnes 3 652 invånare.

## Befolkningsutveckling
Antalet invånare i kommunen Hauteville-Lompnes
Referens: INSEE